# 超党派
超党派（ちょうとうは）とは、国会議員や地方議会議員が、政党の枠組みを超え、共通の目標に向けて協力しあうこと。政党の縛りなく、様々な法案を作るための勉強会などが催されている。そのため、所属党の政策とは違う法案を提出したりすることもある。

## 議員連盟

### 国会
- アイヌ政策を推進する議員の会
- 慰安婦問題と南京事件の真実を検証する会
- 硫黄島問題懇話会
- イクメン議員連盟
- 医師国会議員の会
- 犬猫の殺処分ゼロをめざす動物愛護議員連盟
- 永住外国人の地方参政権を慎重に考える勉強会
- 奥山水源の森 保全・再生議員連盟
- 親学推進議員連盟
- 海事振興連盟
- 格闘技振興議員連盟
- 原発ゼロの会
- 公共事業チェック議員の会
- 国際観光産業振興議員連盟
- 国際基準のタバコ対策を推進する議員連盟（旧称「禁煙推進議員連盟」「東京オリンピック・パラリンピックに向けて受動喫煙防止法を実現する議員連盟」）
- 国際連帯税創設を求める議員連盟
- 国立追悼施設を考える会
- 国家主権と国益を守るために行動する議員連盟
- 子どもの貧困対策推進議員連盟
- 死刑廃止を推進する議員連盟
- 自主憲法研究会
- 衆参対等統合一院制国会実現議員連盟
- 障がい者の自立のために所得向上をめざす議員連盟
- 新憲法制定議員同盟
- 人権擁護法案から人権を守る会
- 聖戦貫徹議員連盟
- 性をめぐる個人の尊厳が重んぜられる社会の形成に資するために性行為映像制作物への出演に係る被害の防止を図り及び出演者の救済に資するための出演契約等に関する特則等に関する法律（略称「AV出演被害防止・救済法」）
- 世界の子どもたちのためにポリオ根絶を目指す議員連盟
- 創生「日本」
- 対中政策に関する国会議員連盟
- たばこ産業政策議員連盟
- たばこと健康を考える議員連盟
- 地域共生社会推進に向けての福祉専門職支援議員連盟
- 地下式原子力発電所政策推進議員連盟
- チベット問題を考える議員連盟
- 朝鮮通信使交流議員の会
- 朝鮮半島問題研究会
- TPPを慎重に考える会
- 適切な医療を実現する医師国会議員連盟
- 天皇陛下御即位二十年奉祝国会議員連盟
- 日華議員懇談会
- 日韓海底トンネル推進議員連盟
- 日韓議員連盟
- 日中友好議員連盟
- 日朝国交正常化推進議員連盟
- 日本ウイグル国会議員連盟
- 日本会議国会議員懇談会
- 日本クルド友好議員連盟
- 日本太平洋島嶼国友好議員連盟
- 日本の領土を守るため行動する議員連盟
- 文化芸術振興議員連盟
- 北京オリンピックを支援する議員の会
- マンガ・アニメ・ゲームに関する議員連盟
- みんなで靖国神社に参拝する国会議員の会
- もくもく会
- 山の日制定議員連盟
- 有用微生物利活用推進議員連盟
- ラグビーワールドカップ2019日本大会成功議員連盟
- 立憲フォーラム

### 地方議会
- アイヌ政策推進北海道議会議員連盟
- 全国禁煙推進地方議員連絡会
- 全国フェミニスト議員連盟
- 全国若手市議会議員の会
- 日本会議地方議員連盟
- 積極財政を推進する地方議員連盟